# Грамофон
Грамофонът е механично или електрическо устройство за възпроизвеждане на звук, записан върху пластмасов (шеллак/целулоиден/винилов) диск, наречен грамофонна плоча. Използва се от 1870-те.

## История
Грамофонът (на гръцки: γρἀμμα – буква, φωνἡ – звук) е видоизменение на фонографа, изобретен през 1877 г. от Шарл Кро и Томас Едисон. Томас Едисон патентова работещ фонограф през 1878 г., показан пред публика няколко месеца по-рано – в края на предишната година. Независимо от него, описание на фонограф (наречен „палеофон“) подава във Френската академия на науките и френският учен Шарл Кро, който обаче не успява да представи работещ модел. През 1887 г. американският изобретател Емил Берлинер развива идеята на Кро, като решава вместо цилиндри за запис и възпроизвеждане на звука да използва дискове. Новото изобретение, наречено грамофон, е патентовано от Берлинер на 26 септември 1887 г. Първите плочи били от цинк. През 1893 г. на пазара се появяват първите грамофонни плочи от ебонит, които имат продължителност на записа от 2 минути при 70 оборота в минута. Три години по-късно ебонитът е заменен с шеллак. Това намалява собствения шум на носителя. Съвременните грамофонни плочи се изработват от поливинилхлорид. Той на практика не добавя свой шум.
Разликата между грамофон и фонограф е в носителя – фонографът ползва цинкови цилиндри, грамофонът – дискове от ебонит. Различават се и в принципа на нанасяне на браздата. Фонографът използва дълбочинно нанасяне на браздата, докато при грамофона (както и при днешните устройства) – механичната бразда се дълбае широчинно.

## Устройство
И при двете устройства принципът на работа е еднакъв: мембрана улавя звуковите вълни и като трепти с тяхната честота дълбае бразда върху даден носител, с помощта на метален резец. При възпроизвеждането движещата се в браздата игла трепти и предава механичното трептене на мембрана.
Резонаторна фуния в малко по-късните модели усилва звуците, издавани от мембраната. В съвременните грамофони грамофонната игла предава механичното трептене на пиезокристал или намотка, които го преобразуват в електрически ток. Той от своя страна се усилва с помощта на нискочестотен (звуков) усилвател и се възпроизвежда от високоговорител). Първите модели фонографи са имали гумени слушалки.
Грамофоните са имали значително по-силен звук (заради широчинното нанасяне на браздата), както и по-голяма продължителност на живота на носителите. Продължителността на записите е приблизително 4 минути. По-късно се удвоява в резултат на двустранното записване на плочите. Запис на диск при битови условия не е бил възможен. За сметка на това е било възможно отпечатването на неограничен брой копия на дадена плоча. Това помага на устройството да се популяризира и да измести фонографа.
За разлика от грамофона, фонографът е ползван за документални, а не за битови записи. При фонографа не е било възможно изработването на повече от едно копие на даден запис. Но записът е бил лесен и достъпен за потребителите, поради това фонографът е използван дълго време, паралелно с грамофона. Звукът на фонографа е бил сравнително слаб и носителите са имали относително кратък живот.